# Jânio a 24 Quadros
Jânio a 24 Quadros é um filme documentário brasileiro de 1981, dirigido por Luís Alberto Pereira. Conta a história do Brasil entre os anos de 1950 a 1970, período marcado para chegada de Jânio Quadros à Presidência da República até sua renúncia e, consequentemente, a chegada da ditadura militar brasileira.
O filme foi destaque na Mostra Internacional de Cinema de São Paulo (MASP) em 1981, conquistando o prêmio na categoria de "Melhor Filme"; enquanto fez parte do melhor edital do XIV Festival de Brasília.

## Sinopse
Com direção de Luiz Alberto Pereira, o filme documentário contextualiza, com humor satírico, os acontecimentos da política nacional entre as décadas de 1950 a 1970, destacando-se Jânio Quadros, ex-presidente da República e durante a ditadura militar brasileira.
Momentos notáveis como de Jânio como governador de São Paulo, tornando-se candidato à Presidência da República pela União Democrática Nacional (UDN) na eleição presidencial no Brasil em 1960  – cuja vitória com seis milhões de votos; a posse numa capital federal inaugurada há pouco tempo e, posteriormente, sua a renúncia, além dos desdobramentos que marcaram o início da Ditadura Militar no Brasil em 1964. A condecoração de Jânio para o Che Guevara foi mencionado num tom humorístico.

## Prêmios
Em 1981, foi premiado na categoria de "Melhor Filme" na Mostra Internacional de Cinema do Museu de Arte de São Paulo (MASP), além de melhor edital do XIV Festival de Brasília.
- 1981: Melhor filme da Mostra Internacional de Cinema do Museu de Arte de São Paulo.
- 1981: Melhor edição do XVI Festival de Brasília.